# San Pedro de Xícora
San Pedro de Xícora är en ort i Mexiko.   Den ligger i kommunen Mezquital och delstaten Durango, i den centrala delen av landet, 700 km nordväst om huvudstaden Mexico City. San Pedro de Xícora ligger 792 meter över havet och antalet invånare är 285.
Terrängen runt San Pedro de Xícora är bergig åt nordväst, men åt sydost är den kuperad. San Pedro de Xícora ligger nere i en dal. Runt San Pedro de Xícora är det mycket glesbefolkat, med 3 invånare per kvadratkilometer. San Pedro de Xícora är det största samhället i trakten. I omgivningarna runt San Pedro de Xícora växer huvudsakligen savannskog.